# 堺市立神石小学校
堺市立神石小学校（さかいしりつ かみいし しょうがっこう）は、大阪府堺市堺区にある公立小学校。

## 沿革
学校の原型は、1872年に当時の大鳥郡上石津村（町村制実施で神石村）に設置された郷学校分校にさかのぼる。その後1875年には上石津村に大鳥郡公立上石津小学校が発足した。
学校の分離や統合などの改編ののち、大鳥郡神石村に1890年5月19日、大鳥郡神石尋常小学校が設置された。学校沿革史の上では、神石尋常小学校の設置をもって学校創立と位置づけている。
当初は永詳寺北側（現在の石津町1丁付近）に校舎があったが、1931年に神石村石津790番地（現在地）に移転している。昭和時代初期には科学教育に力を入れていた。
1945年7月10日未明の堺大空襲で校舎を全焼した。終戦直後の1945年9月より校区内の民家数か所に分散して授業をおこなったのち、1946年2月には石津町・島野鉄工所に校舎を建てて統合した。その間元の校地での校舎復旧工事がおこなわれ、1948年11月に第一期工事が完成して一部学級を収容し、元の校地を分教場とした。次いで1949年4月には第二期工事の完成により本校と分教場の機能入れ替えをおこなったのち、1950年5月に第三期工事が完成して元の校地に統合移転している。
1970年に分校として肢体不自由児学級が設置された。肢体不自由児学級は堺市全域の重度肢体不自由児を対象とし、校舎は上野芝町6丁にあった。肢体不自由児学級の校舎はふじたに池を埋め立てて設置されたことから、「ふじたに学級」とも呼ばれた。肢体不自由児学級は1982年に分校に改編されたのち、1992年に堺市立百舌鳥養護学校分校に改編されている。分校跡は堺市教育委員会の共用会議室となっている。

### 年表
- 1890年5月19日 - 大鳥郡神石尋常小学校として創立。
- 1896年4月1日 - 郡の合併により、泉北郡神石尋常小学校と称する。
- 1905年4月1日 - 高等科を併設。泉北郡神石尋常高等小学校に改称。
- 1931年4月1日 - 現在地に移転。
- 1934年9月21日 - 室戸台風で校舎被害。
- 1938年2月10日 - 神石村が堺市に編入されたことに伴い、堺市神石尋常高等小学校に改称。
- 1941年4月1日 - 国民学校令により、堺市神石国民学校に改称。
- 1945年7月10日 - 空襲のため校舎全焼。
- 1945年9月 - 校区内の民家数か所を借りて授業を実施。
- 1946年2月 - 島野鉄工所に移転。
- 1947年4月1日 - 学制改革により、堺市立神石小学校に改称。
- 1948年11月3日 - 現在地に校舎を一部復興。分教場とする。
- 1949年4月14日 - 現在地に本校機能を移転。従来の本校を分教場に変更。
- 1950年5月24日 - 現在地に完全移転。島野鉄工所内の分教場を廃止。
- 1950年11月13日 - 堺市立大仙小学校の開校に伴い、従来の神石小学校校区の一部を大仙小学校校区へ分離。
- 1958年 - 校地拡張。
- 1970年 - 肢体不自由児学級を設置。
- 1982年 - 肢体不自由児学級が分校へ改編。
- 1992年 - 肢体不自由児分校が独立し、堺市立百舌鳥養護学校分校へ改編。

## 通学区域
堺市堺区
- 石津北町（全域）
- 石津町（全域）
- 霞ヶ丘町（全域）
- 神石市之町（全域）
- 南陵町（全域）
- 緑ヶ丘中町（1丁1番14,15,17,18,20-25,28,29,33-35号、1丁3,4番、2丁2,3番、3丁2,3番、4丁2-4番）
- 緑ヶ丘南町（全域）

卒業生は堺市立旭中学校に進学する。

## 交通
- 南海高野線堺東駅前9番乗り場から南海バス西区役所前行き、光明池駅行き、横山高校前行きで10分、霞ヶ丘バス停すぐ。
- 阪堺電気軌道阪堺線石津停留場から東へ約15分。
- 南海本線石津川駅から東へ約20分。
- JR阪和線上野芝駅から北西へ約15分。
- 第二阪和国道石津神社前交差点を東へ約300m。（石津川停車場石津線沿い）
- 大阪府道30号大阪和泉泉南線霞ヶ丘交差点（南陵交差点の一つ南）を西へすぐ。（石津川停車場石津線沿い）